# Mauricio Mata

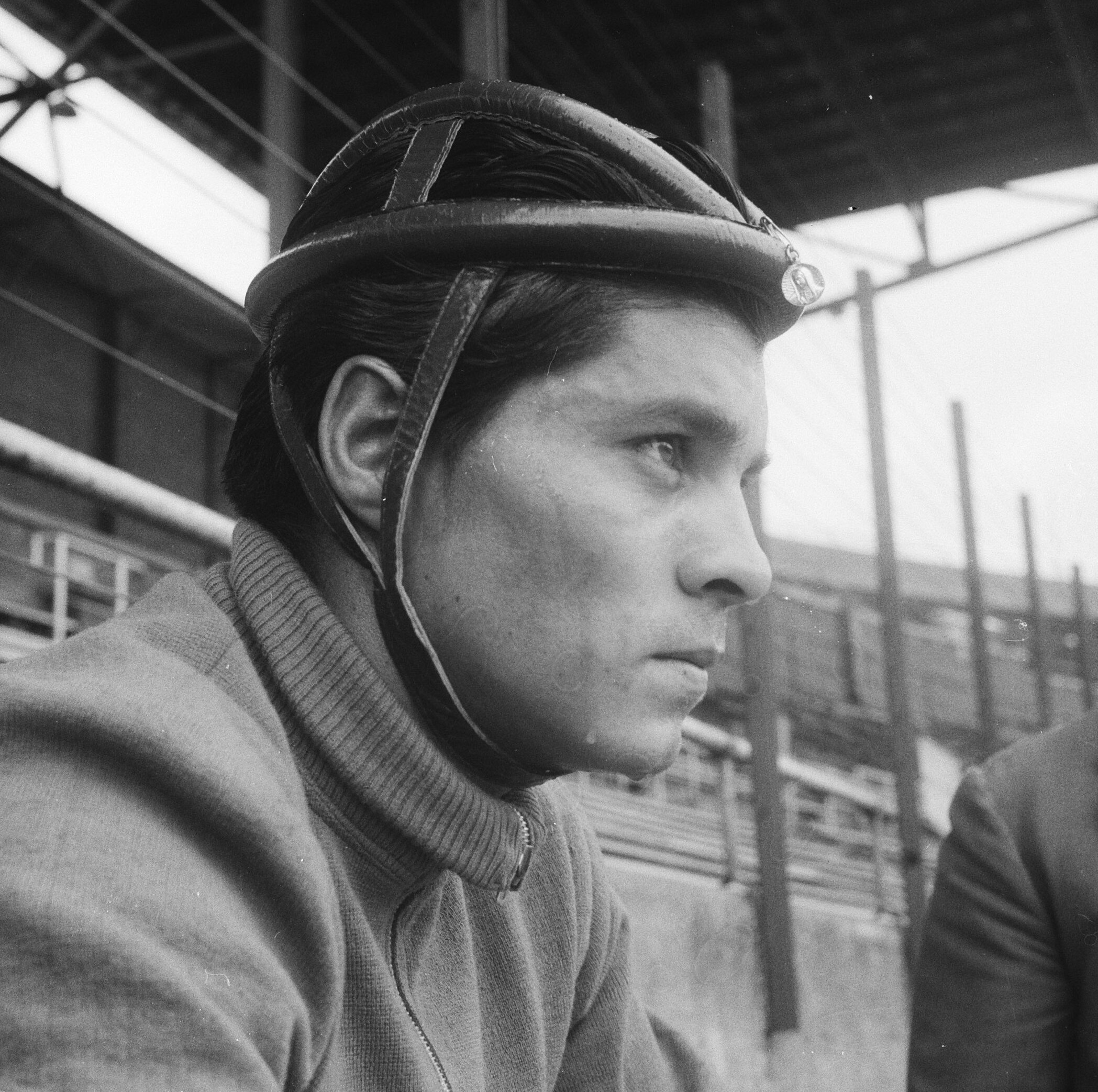
Mauricio Mata 1959

Mauricio Mata Lara (* 12. April 1939 in San Luis Potosí (Stadt); † 15. Oktober 2020 in Aguascalientes (Stadt)) war ein mexikanischer Radrennfahrer und nationaler Meister im Radsport.

## Sportliche Laufbahn
Mata war Bahnradsportler, Straßenradsportler und Teilnehmer der Olympischen Sommerspiele 1960 in Rom. In der Mannschaftsverfolgung schied Mexiko mit Mauricio Mata, Javier Taboada, Jacinto Brito und Miguel Pérez in der Qualifikation gegen Österreich aus.
Im Zeitfahren kam er auf den 15. Rang. Im olympischen Straßenrennen schied er aus.
Bei den Zentralamerika- und Karibikspielen 1959 in Caracas gewann er die Einerverfolgung und die Bronzemedaille in der Mannschaftsverfolgung. Bei den Panamerikanischen Spielen 1963 holte er erneut Bronze in der Mannschaftsverfolgung. Bei den Zentralamerika- und Karibikspielen 1962 gewann er die Mannschaftsverfolgung, holte die Silbermedaille in der Einerverfolgung und wurde Dritter im Mannschaftszeitfahren.